# Soft Money (film)
Soft Money er en amerikansk stumfilm fra 1919 af Vincent Bryan og Hal Roach.

## Medvirkende
- Harold Lloyd
- Snub Pollard
- Bebe Daniels
- Billy Bray
- Sammy Brooks